# Nematoptychius
 (novembre 2020).
Nematoptychius greenocki
Genre
Espèce
Nematoptychius est un genre éteint de poissons osseux de l’ordre également éteint des Palaeonisciformes. Ces poissons vivaient lors du Tournaisien. Une seule espèce est connue, Nematoptychius greenocki. Il fut découvert en Europe, en Écosse, France et Belgique.

## Systématique
Le genre Nematoptychius a été créé en 1875 par le paléontologue écossais Ramsay Heatley Traquair (d) (1840-1912),. L'espèce Nematoptychius greenocki avait été préalablement nommée Pygopterus greenocki par Louis Agassiz mais sans description ni figure. En 1866 Traquair en fait une première description avant, huit ans plus tard et après de nouvelles analyses, de créer le genre qui lui sera propre . 

## Publication originale
- Genre Nematoptychius :
  - (en) R. H. Traquair, « On some fossil fishes from the neighbourhood of Edinburgh », Annals and Magazine of Natural History, Londres, Taylor & Francis, vol. 15, no 88,‎ avril 1875, p. 258–268 (ISSN 0374-5481, OCLC 1481361, DOI 10.1080/00222937508681073, lire en ligne).